# Curcy-sur-Orne
Curcy-sur-Orne est une ancienne commune française, située dans le département du Calvados en région Normandie, devenue le 1er janvier 2016 une commune déléguée au sein de la commune nouvelle du Hom.
Elle est peuplée de 463 habitants.

## Géographie
La commune est au nord de la Suisse normande. Son bourg est à 6 km au nord-ouest de Thury-Harcourt, à 9,5 km à l'est d'Aunay-sur-Odon et à 12 km au sud d'Évrecy.
| Hamars (comm. nouv. du Hom) | La Caine, Ouffières                         | Ouffières                           |
| Hamars (comm. nouv. du Hom) | Curcy-sur-Orne                              | Croisilles                          |
| Hamars (comm. nouv. du Hom) | Saint-Martin-de-Sallen (comm. nouv. du Hom) | Thury-Harcourt (comm. nouv. du Hom) |

## Toponymie
Le toponyme est attesté sous la forme Curseyum en 1145. Il serait issu de l'anthroponyme latin ou roman Curicius.
La commune s'appelle Curcy-le-Malfilâtre jusqu'en 1949 et prend alors le nom de Curcy-sur-Orne.
L'Orne est un fleuve côtier dans les deux départements de l'Orne et du Calvados.
Le gentilé est Curçois.

## Histoire
Le 1er janvier 2016, Curcy-sur-Orne intègre avec quatre autres communes la commune du Hom créée sous le régime juridique des communes nouvelles instauré par la loi no 2010-1563 du 16 décembre 2010 de réforme des collectivités territoriales. Les communes de Caumont-sur-Orne, Curcy-sur-Orne, Hamars, Saint-Martin-de-Sallen et Thury-Harcourt deviennent des communes déléguées et Thury-Harcourt est le chef-lieu de la commune nouvelle.

## Politique et administration
| Période                                  | Période       | Identité         | Étiquette | Qualité                      |
| ---------------------------------------- | ------------- | ---------------- | --------- | ---------------------------- |
| 1935                                     | 1936          | Maurice Delaunay | DVD       | Agriculteur, homme politique |
|                                          |               |                  |           |                              |
| 1971                                     | 1977          | Daniel Dumont    | SE        |                              |
| 1977                                     | 1989          | Max Marie        |           |                              |
| 1995                                     | mars 2008     | Daniel Sohier    | SE        | Agriculteur                  |
| mars 2008                                | décembre 2015 | Jacques Collin   | SE        | Assistant parlementaire      |
| Les données manquantes sont à compléter. |               |                  |           |                              |

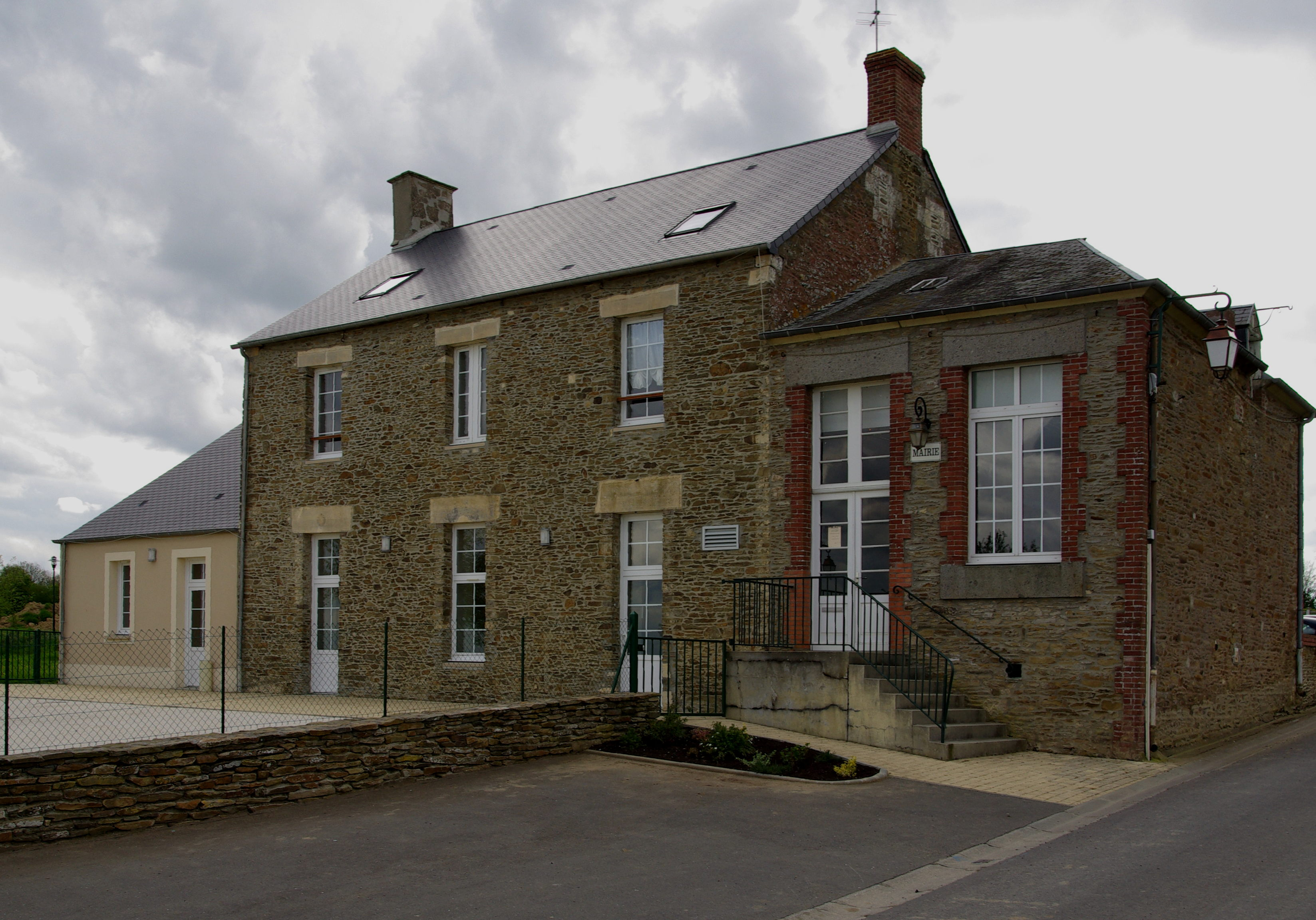
La mairie.

Le conseil municipal était composé de onze membres dont le maire et deux adjoints. Ces conseillers intègrent au complet le conseil municipal du Hom le 1er janvier 2016 jusqu'en 2020 et Jacques Collin devient maire délégué.

## Démographie
En 2021, la commune comptait 463 habitants. Depuis 2004, les enquêtes de recensement dans les communes de moins de 10 000 habitants ont lieu tous les cinq ans (en 2007, 2012, 2017, etc. pour Curcy-sur-Orne) et les chiffres de population municipale légale des autres années sont des estimations.
Curcy-le-Malfilâtre a compté jusqu'à 930 habitants en 1806.
| 1793 | 1800 | 1806 | 1821 | 1831 | 1836 | 1841 | 1846 | 1851 |
| ---- | ---- | ---- | ---- | ---- | ---- | ---- | ---- | ---- |
| 895  | 896  | 930  | 827  | 769  | 758  | 711  | 759  | 711  |

| 1856 | 1861 | 1866 | 1872 | 1876 | 1881 | 1886 | 1891 | 1896 |
| ---- | ---- | ---- | ---- | ---- | ---- | ---- | ---- | ---- |
| 708  | 680  | 685  | 671  | 669  | 636  | 607  | 571  | 537  |

| 1901 | 1906 | 1911 | 1921 | 1926 | 1931 | 1936 | 1946 | 1954 |
| ---- | ---- | ---- | ---- | ---- | ---- | ---- | ---- | ---- |
| 522  | 467  | 445  | 390  | 392  | 359  | 337  | 366  | 315  |

| 1962 | 1968 | 1975 | 1982 | 1990 | 1999 | 2007 | 2012 | 2017 |
| ---- | ---- | ---- | ---- | ---- | ---- | ---- | ---- | ---- |
| 312  | 292  | 276  | 312  | 327  | 382  | 410  | 473  | 498  |

| 2019 | - | - | - | - | - | - | - | - |
| ---- | - | - | - | - | - | - | - | - |
| 468  | - | - | - | - | - | - | - | - |

## Culture locale et patrimoine

### Lieux et monuments

#### Patrimoine civil
- Vestige de pont romain, au lieu-dit le Hom.
- Château de la Tourelle ou du Bas de Martimbosq, vestige féodal du XIVe siècle. L'édifice, jouxtant les rives de l'Orne, est visible depuis les hauteurs de la D 212 et de nombreux sentiers en pleine nature. La résidence actuelle a été restaurée et aménagée au siècle dernier, notamment par le chanteur-compositeur français Nicolas Peyrac puis par la famille Briout, après le long sommeil d'un usage agricole. Propriété de l'ancienne famille des Leusse, elle présente aujourd'hui, avec les tours, les vestiges de la chapelle et les murs d'enceinte subsistant, un élément typique du patrimoine médiéval en pierre de la Suisse normande.
- Vestiges d'une motte féodale ovale de 25 × 40 m[13] à l'est de l'église[14].
- Château de Martimbosq du XIVe siècle.
- Château de Cropton du XVIIe siècle.
- Ferme de Fresnay.

#### Patrimoine religieux
- Église Saint-Jean-Baptiste abritant un retable orné d'un baptême du Christ (XVIIIe), une Vierge à l'Enfant (XVIIe),
- Chapelle de Métairie du XIXe siècle, située à la croisée des chemins, elle a remplacé une croix de pierre dite « croix de la métairie », aujourd'hui disparue.

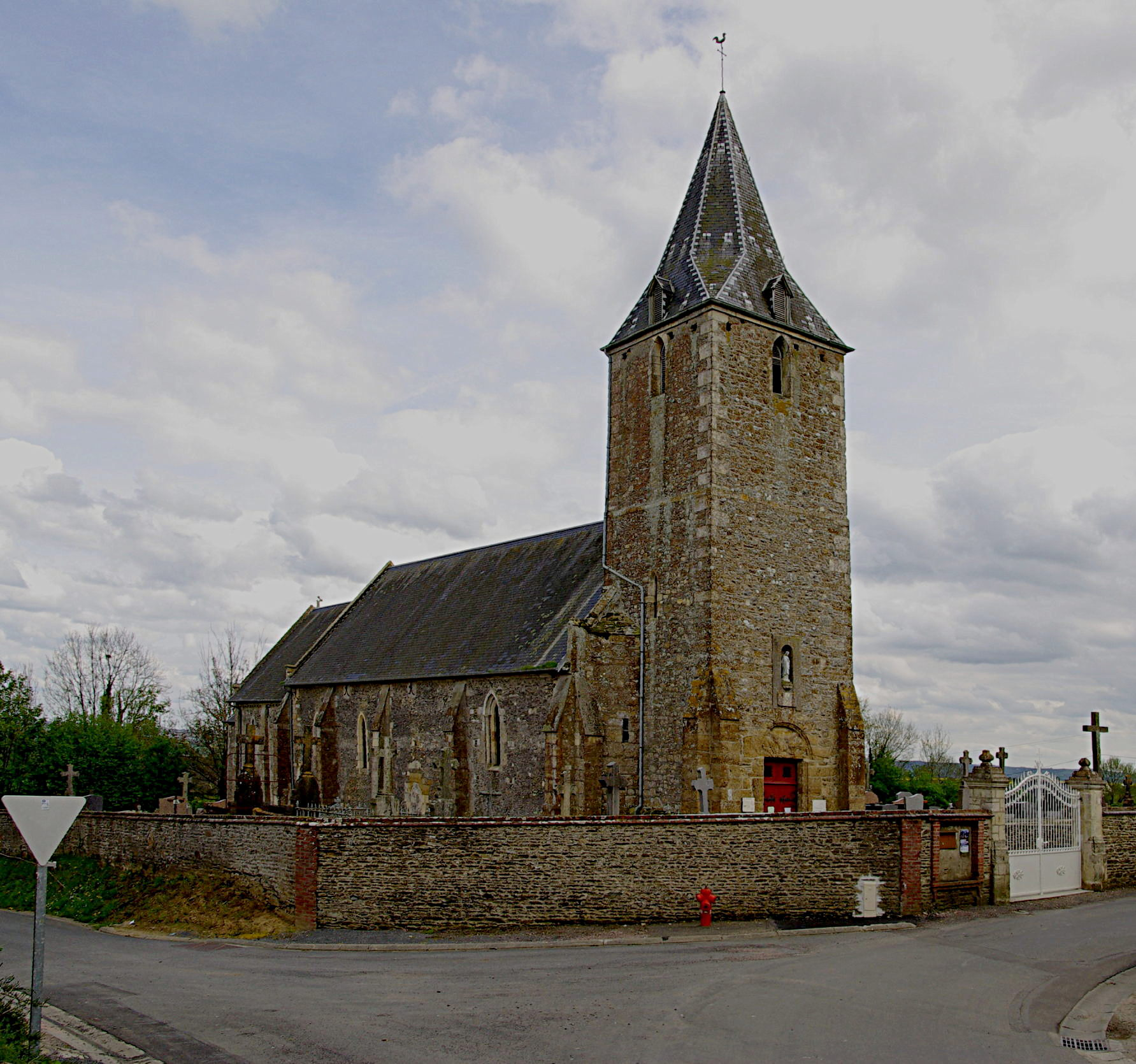
L'église Saint-Jean-Baptiste.
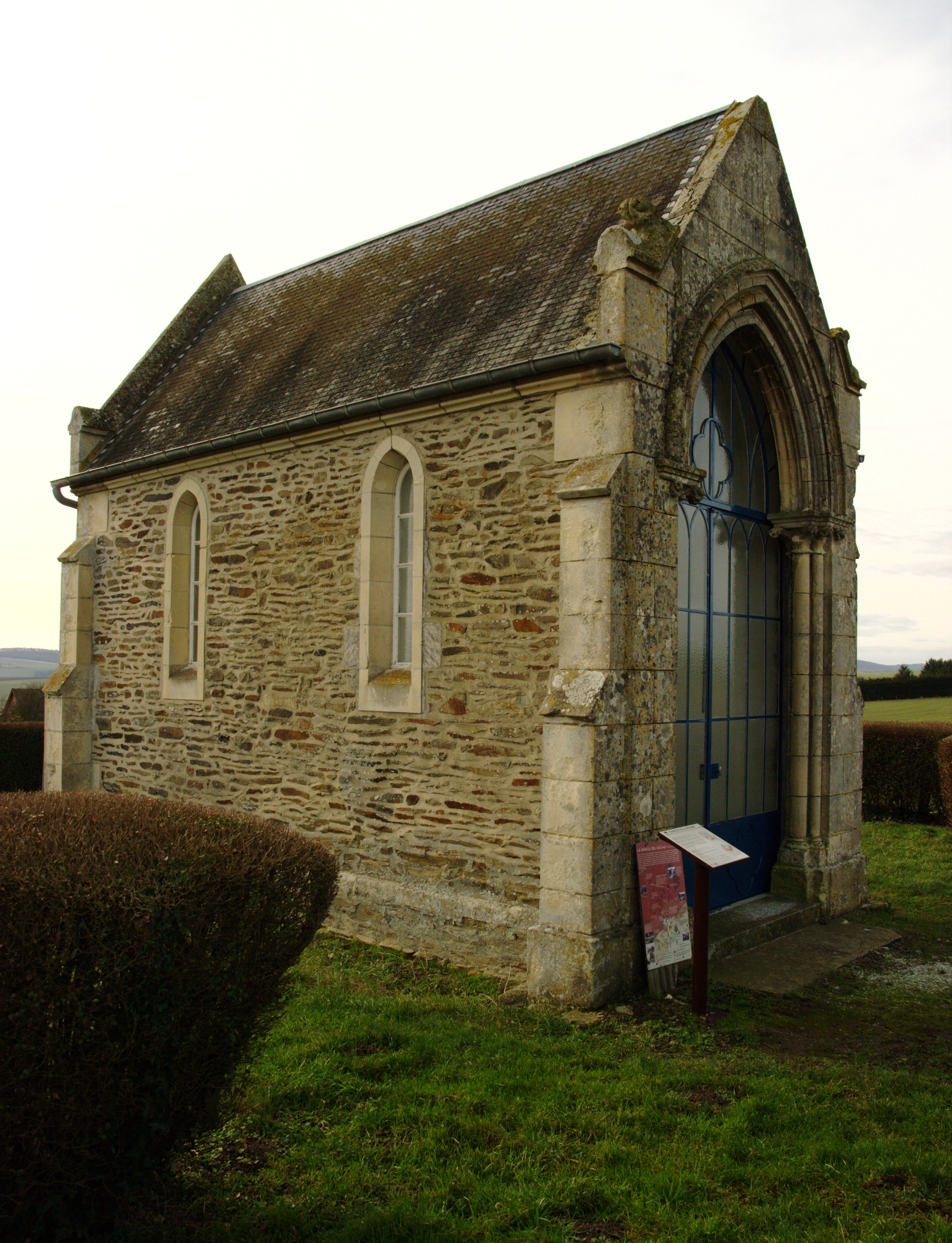
La chapelle Notre-Dame dite « de la Métairie ».
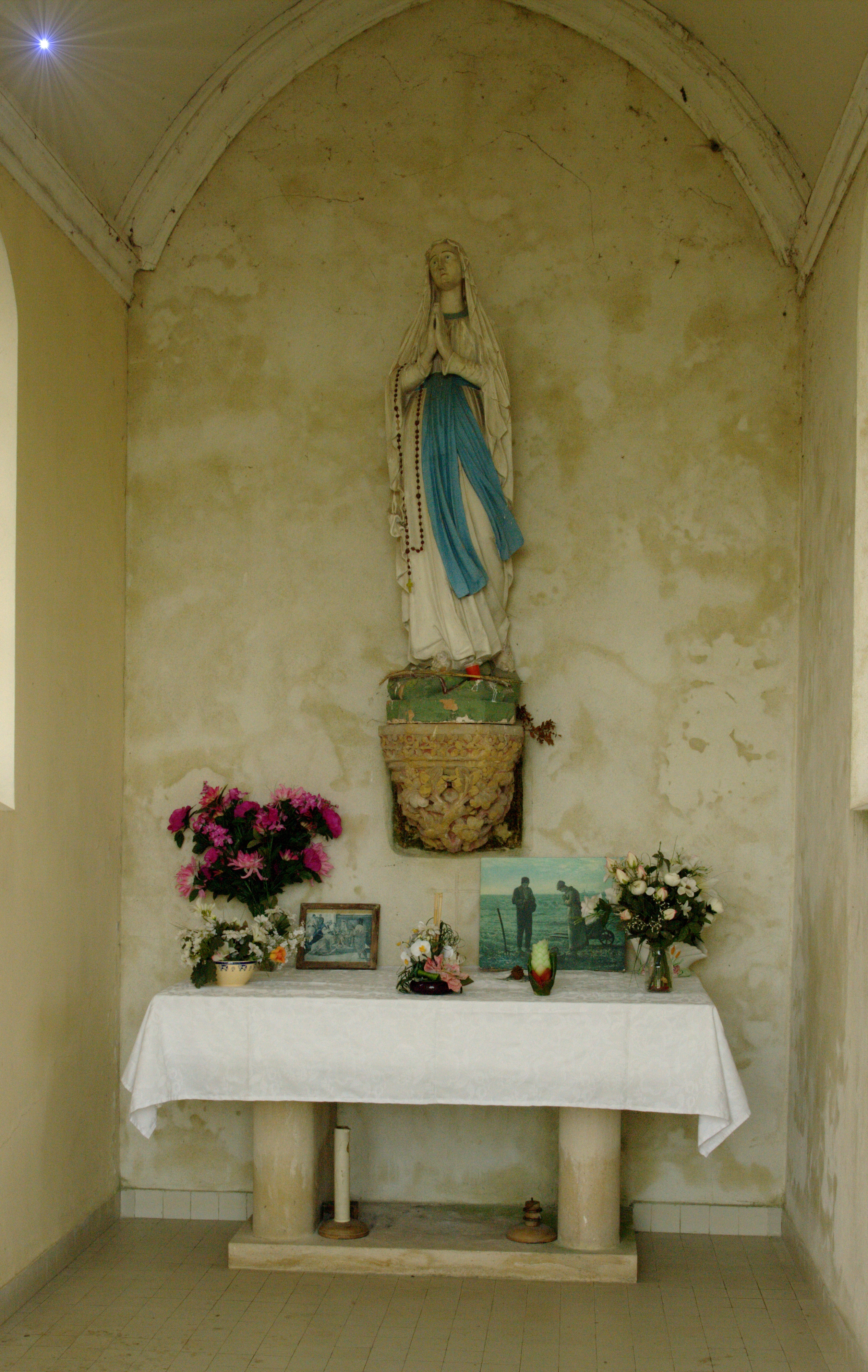
L'intérieur de la chapelle Notre-Dame.

### Personnalités liées à la commune
- Maurice Delaunay (1901-1995), homme politique très singulier, député, maire de Curcy.

### Héraldique
| Armes de Curcy-sur-Orne | Les armoiries de Curcy-sur-Orne se blasonnent ainsi : De gueules à trois lettres M fermées à l'antique d'argent. |